# Mi amor por ti
Mi amor por ti é uma telenovela mexicana, produzida pela e exibida em 1969 pelo Teleprogramas Acapulco, SA.

## Elenco
- María Rivas
- Guillermo Murray
- Anita Blanch